# Crkva Bezgrješnog začeća Blažene Djevice Marije u Zenici
Crkva Bezgrješno začeće Blažene Djevice Marije, rimokatolička crkva u Zenici. Nalazi se u gradskom predjelu Crkvicama, u ulici Ivana Gundulića 24. U blizini je gradsko groblje Crkvice, županijska bolnica Zenica i Babina rijeka. Nedaleko od crkve je put prema Smetovima.